# Cyrtinus schwarzi
Cyrtinus schwarzi är en skalbaggsart som beskrevs av Fisher 1926. Cyrtinus schwarzi ingår i släktet Cyrtinus och familjen långhorningar.
Artens utbredningsområde är Kuba. Inga underarter finns listade i Catalogue of Life.